# Dave Gahan
Dave Gahan, właściwie David Callcott (ur. 9 maja 1962 w Epping) – brytyjski muzyk, frontman, wokalista i współzałożyciel zespołu Depeche Mode (1980).

## Życiorys

### Wczesne lata
Urodził się w hrabstwie Essex w rodzinie robotniczej jako syn Sylvii Ruth (z domu Bayliss), konduktorki London Buses, i Leonarda Williama Fredericka „Lena” Callcotta, kierowcy autobusu. Dorastał ze starszą siostrą Susan Christine (ur. 1960). Kiedy Dave miał zaledwie sześć miesięcy, jego ojciec opuścił rodzinę. Jego rodzice rozwiedli się dwa lata później, matka przeprowadziła się z Dave’em i jego siostrą do Basildon w Esseksie po tym, jak Sylvia poznała i poślubiła swojego drugiego męża Jacka Gahana, administratora z Shell Oil, z którym miała dwóch synów: Petera Erika (ur. 1966) i Philipa Michaela (ur. 1968). W 1972, gdy Gahan miał 10 lat, zmarł jego ojczym.

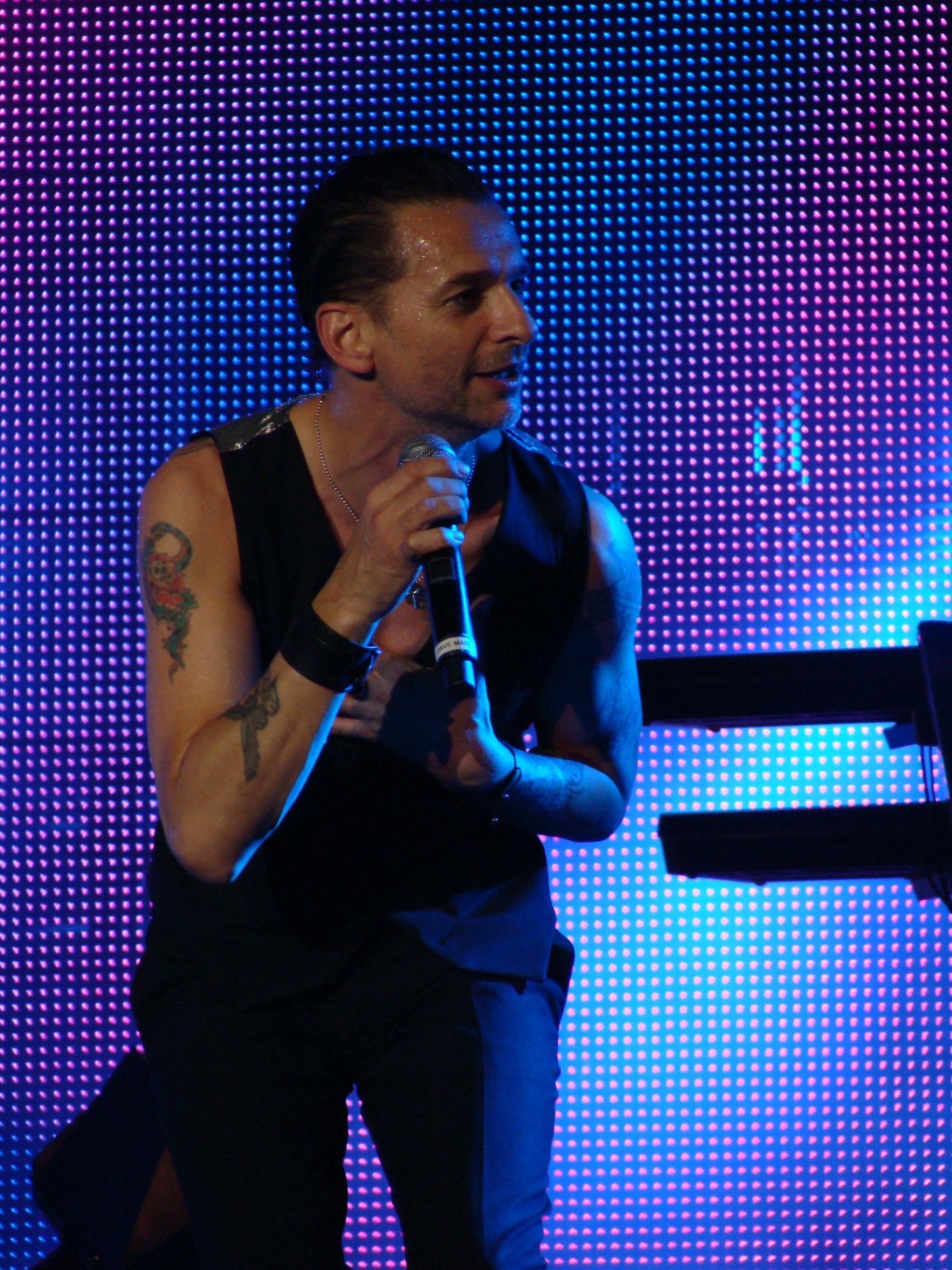
Gahan z Depeche Mode w 2009 roku

Uczęszczał do Barstable School na Timberlog Close w Basildon. Zaczął bardzo wcześnie eksperymentować z narkotykami i alkoholem. Na jego ciele pojawiły się pierwsze tatuaże. Miał też problemy z prawem. W wieku 14 lat stanął przed sądem w związku z kradzieżą samochodu i wandalizmem.
W lipcu 1978, po ukończeniu szkoły nie mógł znaleźć stałej pracy i przez pół roku zmieniał ją ok. 20 razy. Sprzedawał napoje bezalkoholowe, pracował w warzywniaku na dworcu autobusowym w Basildon, jako kasjer w stacji benzynowej Sainsbury’s w Savacentre, był gazeciarzem, budowlańcem i sprzątaczem. Ostatecznie zdobył miejsce w Southend Technical College, a po dwóch latach otrzymał nagrodę British Display Society Award, dzięki której mógł projektować okna wystawowe w centrach handlowych.

### Kariera
Współpracował z zespołami punk rockowymi: The Vermin i The French Look. W 1980, podczas jednego ze swoich występów został dostrzeżony przez Vince’a Clarke’a. Podczas jednej z prób zaczął śpiewać barytonem „Heroes” Davida Bowiego, co wzbudziło zainteresowanie Clarke’a, który zaproponował mu współpracę i został wokalistą i frontmanem formacji Composition of Sound, gdzie grali Martin Gore, Andy Fletcher i Vince Clarke. Wkrótce Dave wymyślił nową nazwę zespołu, która pochodziła z lektury francuskiego magazynu poświęconego modzie Dépêche-mode – „nowości ze świata mody”.
Dave Gahan udzielał się muzycznie też poza Depeche Mode. W 2003 roku ukazał się jego debiutancki album Paper Monsters. Podczas jego nagrywania pomógł mu jego przyjaciel multiinstrumentalista Knox Chandler. Muzycznie płyta ta brzmiała bardzo podobnie do klimatu Depeche Mode. W październiku 2007 roku światło dzienne ujrzał drugi solowy album Hourglass, gdzie Dave współpracował z Andrew Phillpotem oraz Christianem Eignerem.
W 2012 roku wziął udział w nagraniu albumu producenckiego duetu Soulsavers (tworzą go Rich Machin i Ian Glover) zatytułowanego The Light the Dead See. Muzycy poznali się trzy lata wcześniej, gdy formacja supportowała koncerty Depeche Mode.
Podczas tournée z zespołem Depeche Mode promującego płytę Sounds of the Universe w maju 2009 roku, na chwilę przed rozpoczęciem koncertu w Atenach, Dave poczuł się źle i został przewieziony do szpitala. Badania wykazały guz nowotworowy pęcherza moczowego, który został operacyjnie usunięty kilka dni później. Z powodu choroby Gahana odwołano jednak kilka koncertów na tej trasie, w tym także koncert, który miał się odbyć na stadionie klubu sportowego Gwardia Warszawa.
W czerwcu 2017 wraz z Lucasem Hedgesem wystąpił w kampanii Dior Homme na sezon jesień-zima 2017/2018.

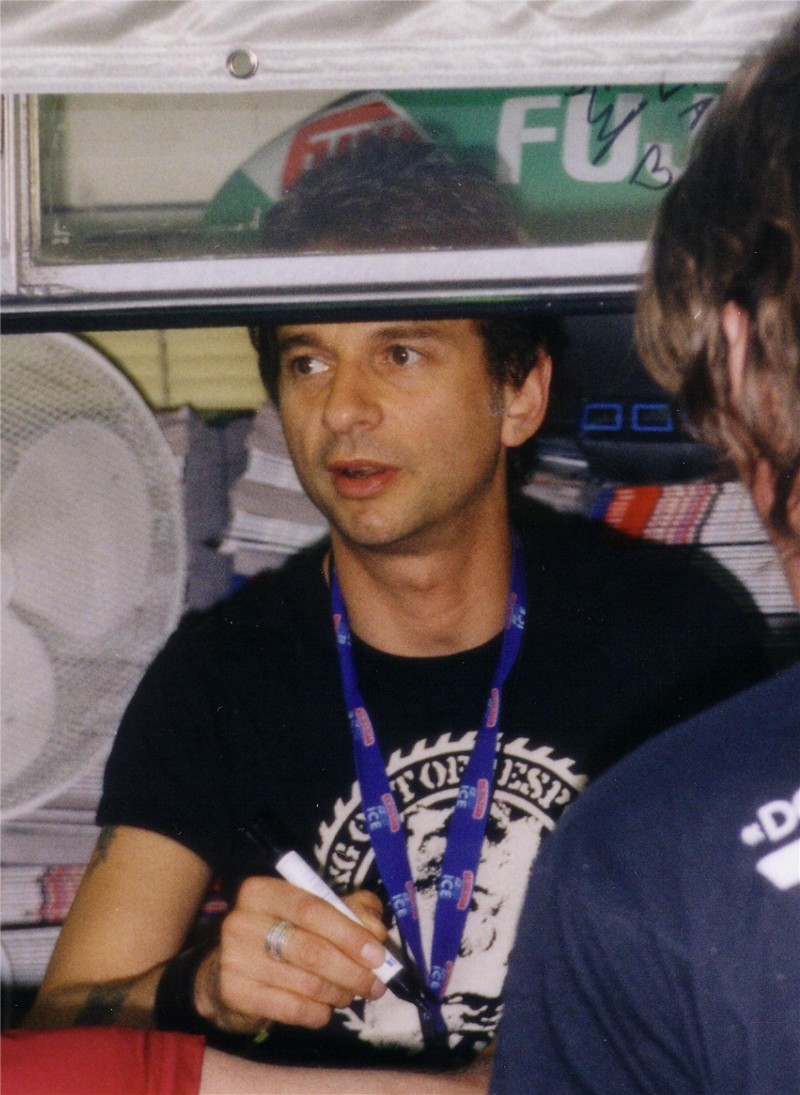
Gahan podpisuje autografy w 2003 roku.

## Życie prywatne
4 sierpnia 1985 ożenił się z Joanne Fox, z którą ma syna Jacka (ur. 1987). Para rozwiodła się w 1991. Rok później, w kwietniu 1992 wziął ślub z Theresą Conroy, z którą rozwiódł się w 1996. Niedługo po rozstaniu, w sierpniu 1996 próbował popełnić samobójstwo, podcinając sobie żyły w nadgarstkach. Kilka miesięcy później, 26 maja 1996 przedawkował narkotyki podczas pobytu w hotelu Sunset Marquis w Los Angeles. Został przewieziony do szpitala, gdzie stwierdzono zatrzymanie akcji serca i podjęto skuteczną reanimację.
14 lutego 1999 ożenił się z Jennifer Sklias, z którą ma córkę Stellę Rose (ur. 1999). Jennifer Sklias wystąpiła w teledysku do piosenki „Suffer Well”, gdzie ukazuje się dwukrotnie – raz jako anioł, drugi raz jako ona sama.
Jest wyznania prawosławnego greckiego.

## Dyskografia
Albumy
| Paper Monsters                           | - Data: 3 czerwca 2003 - Wydawca: Mute Records       | 127 | 5  | 43 | 10 | 5  | 23 |                    |
| Hourglass                                | - Data: 23 października 2007 - Wydawca: Mute Records | 120 | 2  | 15 | 5  | 24 | 7  | - POL: złota płyta |
| The Light the Dead See (oraz Soulsavers) | - Data: 22 maja 2012 - Wydawca: Mute Records         | –   | 12 | 49 | 30 | –  | 23 |                    |
| Angels & Ghosts (oraz Soulsavers)        | - Data: 18 grudnia 2015 - Wydawca: Columbia Records  | –   | 5  | 18 | 5  | 54 | 3  |                    |
| „–” album nie był notowany.              |                                                      |     |    |    |    |    |    |                    |

Albumy wideo
| Tytuł         | Dane dot. albumu                             | Pozycja na liście |
| Tytuł         | Dane dot. albumu                             | GER               |
| ------------- | -------------------------------------------- | ----------------- |
| Live Monsters | - Data: 2 marca 2004 - Wydawca: Mute Records | 46                |

Albumy koncertowe
| Tytuł                       | Dane dot. albumu                             |
| --------------------------- | -------------------------------------------- |
| Soundtrack to Live Monsters | - Data: 7 marca 2004 - Wydawca: Mute Records |

Remiks albumy
| Tytuł             | Dane dot. albumu                             |
| ----------------- | -------------------------------------------- |
| Hourglass Remixes | - Data: 9 marca 2008 - Wydawca: Mute Records |

Single
| Dirty Sticky Floors             | 2003 | 6  | –  | 81 | 18 | Paper Monsters              |
| I Need You                      | 2003 | 23 | –  | –  | 55 | Paper Monsters              |
| Bottle Living / Hold On         | 2003 | 19 | –  | –  | –  | Paper Monsters              |
| A Little Piece                  | 2004 | –  | –  | –  | –  | Soundtrack to Live Monsters |
| Kingdom                         | 2007 | 10 | 41 | –  | 37 | Hourglass                   |
| Saw Something/Deeper and Deeper | 2008 | 23 | –  | –  | –  | Hourglass                   |
| Longest Day                     | 2012 | –  | –  | –  | –  | The Light the Dead See      |
| Take Me Back Home               | 2012 | –  | –  | –  | –  | The Light the Dead See      |
| All Of This And Nothing         | 2015 | –  | –  | –  | –  | Angels & Ghosts             |
| „–” singel nie był notowany.    |      |    |    |    |    |                             |

## Wybrana filmografia
| Rok  | Tytuł                                                        | Rola                 | Reżyser                    |
| ---- | ------------------------------------------------------------ | -------------------- | -------------------------- |
| 2009 | Do You Love Me Like I Love You, Part 1: From Her to Eternity | w roli samego siebie | Iain Forsyth, Jane Pollard |
| 2015 | The Damned: Don’t You Wish That We Were Dead                 | w roli samego siebie | Wes Orshoski               |